# オオヒラタシデムシ
オオヒラタシデムシ Eusilpha japonica (Motschulsky) はシデムシ科の昆虫の1つ。黒くて扁平な甲虫で小動物の死体などを食べる。この仲間ではもっとも普通な種である。

## 特徴
全体に扁平な甲虫。体長は18～23mm。全身がほぼ黒色で多少とも藍色を帯びる。頭部には点刻があり、それは後方でより粗大となっている。頭部の先端の上唇は中央で強く窪んでいる。触角は黒褐色で先端3節は光沢がない。また先端の4節が膨らんでいる。両鬚は暗赤色。前胸背は平らで全体に点刻が多いが中央付近ではやや滑らかとなっており、正中線沿いには点刻のある浅い縦溝がある。小楯板には点刻が密にある。前翅には4条の縦向きの隆起した稜があり、そのうちの第3条は短くて全市の中央付近で切れ、その先の末端近くに隆起が1つある。稜の間には点刻が多い。雌では第4条が弱く、また前翅の端が少し突き出す。体の下面は全体に黒くて藍色を帯び、一面に点刻があり、また褐色の毛が多い。歩脚は黒く、雄では前脚、中脚の跗節が幅広くなっている。
幼虫はワラジムシのような形で扁平。腹部の末端に１対の尾突起がある。胸脚は先端の爪を合わせて５節からなり、先端の爪は１本。

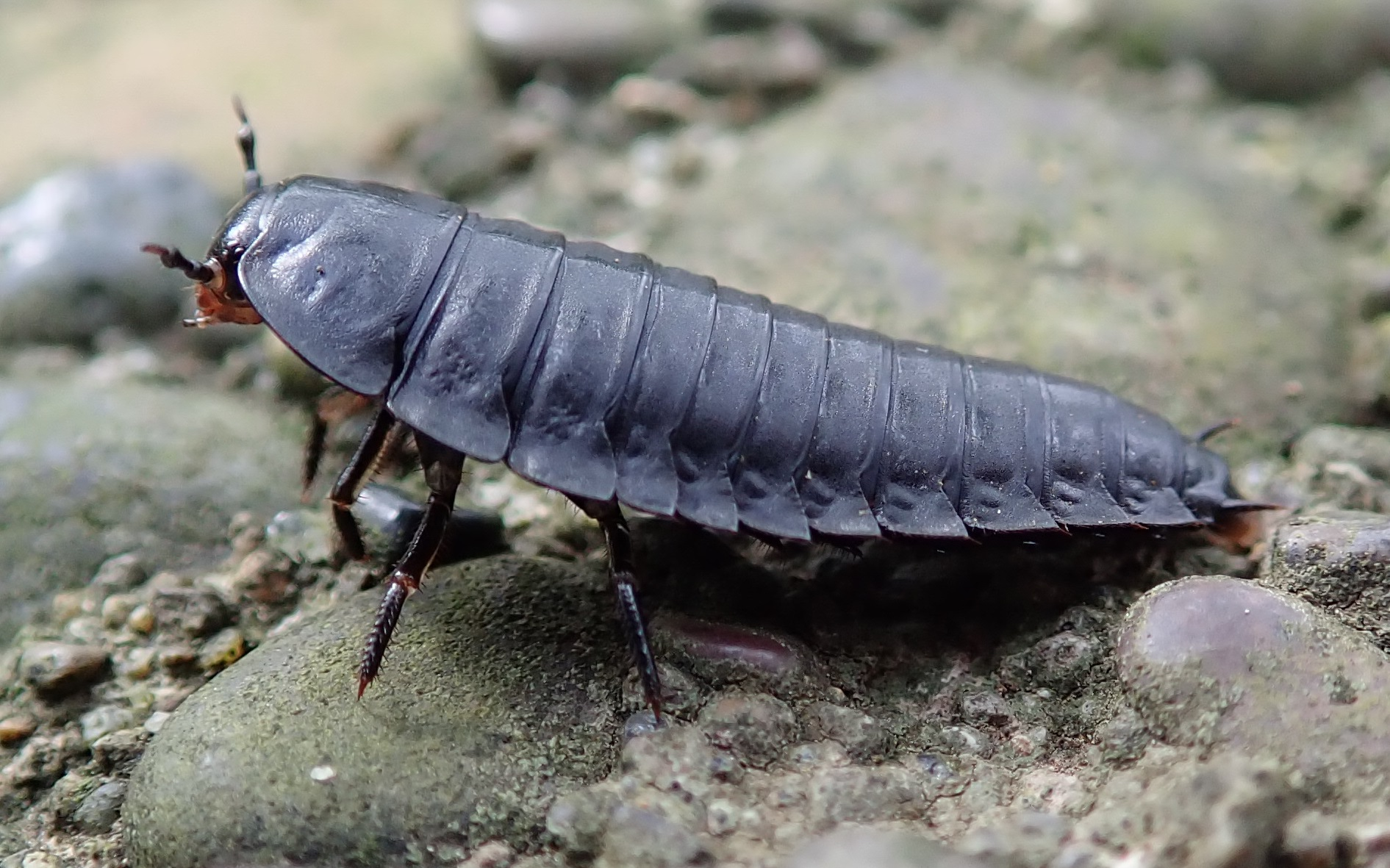
幼虫

## 習性など
成虫は越冬して春に姿を見せ、土中に卵を１個ずつ産み付ける。幼虫は孵化すると地表を歩き回り、成長すると地中に浅く潜って蛹化する。幼虫、成虫共に動物の死骸やミミズを食べる。幼虫も成虫もほぼ同じ環境に見られ、またいずれも夏に多く見られる。
年1化生で、春から夏にかけての1ヶ月ほどの繁殖期間を経て、孵化した幼虫は冬までには成虫になる。

### 食性について
シデムシ科の昆虫は動物の死体を喰うことでよく知られており、特にモンシデムシ亜科のものについてはその幼虫を保育する習性にも関わって比較的よく研究されているが、本種を含むヒラタシデムシ亜科のものについては纏まった研究があまりない。本種に関しても動物の死骸を餌とする、と紹介されることが多く、またミミズなども餌となることが紹介されることが多い。しかし安定同位体法による解析などからカタツムリ、ミミズなどの土壌無脊椎動物が主たる餌である、との可能性も示唆されている。綿引、笹川(2019)はこのミミズ食の可能性を検証するために室内飼育で様々な餌を与えて本種の体重増加の様子を調べ、その結果、牛肉、ミルワーム幼虫に較べてミミズを食べる量が遙かに多く、明らかにミミズが好まれている。さらに成熟した成虫では餌による体重増に差は無いが、春に採集された若い成虫では明らかにミミズを喰う場合の体重増加が他の餌に対して大きい。著者らはこれを成虫の成熟に際してはミミズを食べることが効果的に働き、成熟後の餌は活動のエネルギーに消費されるのだろう、としている。その意味で本種の主要な餌がミミズである可能性はある程度支持される。

## 分布と生息環境
日本では北海道、本州、四国、九州と伊豆諸島、佐渡から知られる。
様々な環境で見られ、都市化された環境でもよく生存する。普通な種である。

## 分類や類似種
本種と同属のものとして上野他編著(1985)には4種が挙げられているが、その中でもっとも本種に似ているのは次のものである。
- E. jacowlevi　ツシマヒラタシデムシ

大きさも色も本種とよく似ており、この種の方が体色に青みが強い。具体的に区別点として、本種の触角では先端4節が膨らむのに対し、この種では5節目までが膨らんでいる。対馬だけでなく本州からも知られている。
それ以外の2種はベッコウヒラタシデムシ E. brunneicollis など、いずれも前胸背が赤っぽい色をしているので判別しやすい。
またヒラタシデムシ類には本属のもの以外にも本種のように全身真っ黒の種は日本国内にも幾つかあるが、たいていは本種より一回り小さい。